# Serge Muhmenthaler
Serge Muhmenthaler (Grenchen, 20 maggio 1953) è un ex calciatore e arbitro di calcio svizzero.

## Carriera

### Calciatore
Cresciuto nelle giovanili del Grenchen, nel 1972 si trasferì allo Young Boys, disputando tre campionati. Tra il 1975 e il 1978 militò nel Basilea.

### Arbitro
Dal 1980 ha intrapreso la carriera di arbitro, arrivando ad arbitrare gare di Axpo Super League nel 1985, e ricevendo la qualifica di arbitro internazionale nel 1989. In ambito nazionale ha diretto la finale della Coppa Svizzera 1988-1989 ed è stato nominato Arbitro dell'anno nel 1989 e nel 1998. Ha diretto la finale d'andata di Coppa UEFA 1995-1996 Bayern Monaco-Bordeaux, vinta 2-0 dai tedeschi, mentre nello stesso anno ha diretto la gara Turchia-Croazia, valida per il Campionato europeo, vinta 1-0 dai croati. Nel 1997 ha arbitrato la gara di ritorno di Supercoppa UEFA 1996 Juventus-Paris S.G., vinta 3-1 dai bianconeri, e lo spareggio qualificazione per il Campionato mondiale di calcio 1998 Italia-Russia, vinto dagli azzurri per 1-0. Ha inoltre diretto alcune gare di Bundesliga tra il 1988 e il 1990.